# Orso Mario Corbino
Orso Mario Corbino (* 30. April 1876 in Augusta (Sizilien); † 23. Januar 1937 in Rom) war ein italienischer Physiker und Politiker.

## Leben
Corbino studierte Physik an der Universität Palermo mit dem Laurea-Abschluss 1896 und war dort Assistent und ab 1904 Professor an der Universität Messina (ordentlicher Professor ab 1907) und ab 1908 Professor für Experimentalphysik und Direktor des Physikinstitutes an der Universität Rom.
Zahlreiche bekannte italienische Physiker waren in Rom seine Schüler oder an seinem Institut: Enrico Fermi, Franco Rasetti, der sein Assistent war, Emilio Segrè, Edoardo Amaldi, Ettore Majorana, Bruno Pontecorvo u. a. Nach dem Sitz des Instituts von Corbino erhielt diese Gruppe um Fermi den Spitznamen Ragazzi di Via Panisperna. Fermi machte sein Institut zu einem der Zentren der Kern- und Neutronenphysik und Corbino initiierte auch 1936 die Gründung eines Instituts für Elektroakustik, das später nach ihm benannte Institut für experimentelle Akustik.
Als Physiker war er für die Erforschung magneto-optischer Effekte bekannt. Nach ihm und Damiano Macaluso ist der Macaluso-Corbino-Effekt benannt, die Rotation der Polarisationsebene aufgrund von äußeren Magnetfeldern bei Wellenlängen nahe der Absorptionslinie des durchstrahlten Materials. Der Corbino Effekt ist eine Variante des Hall-Effekts in einer Scheibe.
Er befasste sich mit vielen unterschiedlichen Gebieten. Zum Beispiel baute er Hochspannungserzeuger für Röntgenröhren, die in der Medizin eingesetzt wurden, er unternahm Experimente zur Spannungsoptik, die Theorien zur Elastizitätstheorie von Vito Volterra bestätigten, und untersuchte die spezifische Wärme von Metallen bei hohen Temperaturen.
Über sein Engagement für die Erzeugung von Elektrizität aus Wasserkraft und die Zusammenarbeit mit dem Patentamt kam er mit der Politik in Berührung. 1917 wurde er Präsident des Rats für Wasserkraft (Consiglio superiore delle acque) und 1923 desjenigen für öffentliche Arbeit (Consiglio superiore dei lavori pubblici). 1920 wurde er Senator. 1921/22 war er Minister für Erziehung und 1923/24 für Wirtschaft. In den 1920er Jahren wurde er Präsident der Compagnia Generale di Elettricità und der Società Meridionale di Elettricità und 1931 der Società industrie elettriche Rodi und der Azienda elettrica bengasina. Außerdem wurde er Leiter der Kommission für Radio.
Gegen Ende seines Lebens entwickelte er ein starkes Interesse für die Entwicklung des Fernsehens. 1935 wurde er Präsident des internationalen Zentrums für Fernsehen in Nizza.
Er war Präsident der italienischen physikalischen Gesellschaft (1914–1919). 1909 erhielt er die Matteucci-Medaille. Er war Mitglied der Accademia dei Lincei (1918), der Turiner Akademie, der königlichen Gesellschaft in Neapel und der Accademia Nazionale delle Scienze (1911), deren Präsident er 1932 bis 1937 war.